# Számítástechnika 1990–1999 között
Ez a szócikk a számítástechnika 1990 és 1999 között történt olyan eseményeiről szól, melyek mérföldköveknek tekinthetőek a fejlődéstörténetben. 
A számítástechnika története:  1949 előtt, 1950–1979, 1980–1989, 1990–1999, 2000–2009.

## 1990
- A nagyobb SVGA kártya gyártók kialakítják a VESA SVGA szabványt.
- A Motorola 68040 bemutatkozása.
- Az IBM bemutatja a POWER1 architektúrát és az ezt használó RS/6000 szervereket és munkaállomásokat.
- Március: Megjelenik a Macintosh IIfx. A Motorola 68040-es processzor 40 MHz-en járatott változatán alapul, és 10 MIPS-re (másodpercenként végrehajtott millió utasítás) volt képes. Emellett bemutatkozott egy gyorsabb SCSI adapter, amely már 3 megabit/mp adatátvitelre volt képes.
- Május 22: A Windows 3.0 bemutatása. A Microsoft operációs rendszere multitask alapú volt (több feladatot is futtathatott egyszerre), kompatibilis volt az MS-DOS-szal, és a Macintosh sikeres vetélytársává vált.
- Június: A Commodore piacra dobja az Amiga 3000-es gépet, amely már 32-bites üzemre képes. A processzor a népszerű Motorola 68030-as, a chipset a felfrissített ECS, az operációs rendszer pedig az AmigaOS 2.0-s változata. A gép toronyházas kialakításban érkezett, amely lehetővé tette a végfelhasználóknak az egyszerű bővítést.
- Október: Megjelenik a Macintosh Classic és a Macintosh IIsi.
- November: Megjelenik a Macintosh LC. Ugyanebben a hónapban megalakul az ARM Ltd., az ARM processzorok fejlesztése elválik az Acorn Computers Ltd.-től.
- A Microsoft és a Creative Labs vezetésével megalkotják a multimédiás PC elsőszintű szabványát. A minimális követelmények: 12 MHz-es Intel 80286-os processzor (később felülbírálták, és 16 MHz-es Intel 80386SX-re cserélték), valamint egyszeres sebességű CD-ROM meghajtó, audio CD kimenettel.

## 1991
- A Borland átveszi a dBase program fejlesztőit.
- Phil Zimmermann bemutatja a nyilvános adatok titkosítására alkalmas programját, a PGP-t, amely gyorsan népszerű lesz az akkoriban induló Interneten.
- Április 22: Megjelenik a lebegőpontos egység (FPU) nélküli Intel 80486SX, mint DX változatának olcsóbb variánsa.
- Május: A Creative Labs bemutatja a Sound Blaster Pro hangkártyáját.
- Június: Megjelenik a DOS 5.0, annak ellenére, hogy előtte Bill Gates többször is kiállt nyilvánosan az IBM OS/2 rendszere mellett. A négyes változathoz képest megnövelt stabilitást, eszközmeghajtók betöltését, és 640 kB-nál nagyobb memóriaterület engedélyezését is tudja. Az IBM és a Microsoft között ezzel a változattal ért véget az együttműködés.
- Augusztus: Linus Torvalds, egy fiatal finn egyetemista közli a világgal, hogy nyilvánosan közzéteszi saját fejlesztésű, UNIX-alapú, ingyenes operációs rendszerét, a Linux-ot. A rendszer azóta is töretlen népszerűségnek örvend.

## 1992
- A frissen bejelentett Windows NT már 2 GB megcímzésére képes.
- A Philips bemutatja CD-i szabványát.
- A PowerPC 601-es személyében megjelennek az első generációs PowerPC-k.
- Április: Bemutatják a Windows 3.1-et.
- Május: Megjelenik a világ első FPS-e a "Wolfenstein 3D".
- Június: Bemutatják a Sound Blaster 16-ot.
- Október: Megjelenik az Amiga 1200 és az Amiga 4000, melyek már AGA grafikára képesek, és 14, valamint 25 MHz-es Motorola 68020, illetve Motorola 68040 processzor hajtja őket.
- November 10: A Digital Equipment Corporation bemutatja a DEC Alpha névre hallgató szerver-megoldásait.

## 1993
- Megkezdődik a magánszemélyek részére történő internetcsomagok árusítása.
- Elindul az első internetes portál, a "The Virtual Journal".
- Megjelenik PC-re a Doom, minden idők egyik legmeghatározóbb FPS-e, melynek hatására sokan döntenek a számítógép-vásárlás mellett.
- A Novell megvásárolja a Digital Research-öt, az addig DR-DOS néven ismert operációs rendszert Novell DOS-ra nevezik.
- Március 22: az Intel bemutatja a 60 és 66 MHz-en üzemelő Pentium processzort.
- Május: megjelenik a multimédiás PC második szabványa, ahol már fő szempont, hogy 320×240-es videót is le lehessen játszani, 15 fps-sel. Ehhez a szükséges CD-ROM sebességét 2×-esben határozták meg. Ettől kezdve az MPC szabvány megjelölést csak az MPC által elvégzett tesztek után lehetett megadni.
- Május: Severe Flat Tire, az MBone technológiát kihasználva, elsőként ad elő zenét az interneten keresztül.
- Július: megjelenik a Windows NT 3.1, teljes körű 32 bites támogatással.
- December: megjelenik az MS-DOS 6.0. A főbb újítása a DoubleSpace nevű meghajtótömörítő program volt, melyet azonban vissza kellett vonnia, licencproblémák miatt (a program eredetije a Stacker cég terméke volt). Ezért az MS-DOS 6.22-be már egy új program, a DriveSpace került. Ez a verzió volt egyébként az utolsó DOS, mely önállóan került kereskedelmi forgalomba.

## 1994
- Megjelenik a Netscape Navigator, az első alternatív internetes böngésző.
- Piacra kerül a Motorola 68060 processzor.
- Március 7: megjelenik a 90 és 100 MHz-es órajelű Pentium processzor.
- Március 14: Linus Torvalds nyilvánossá teszi a Linux kernel 1.0-s verzióját.
- Április 29: a Commodore csődbe megy. Szabadalmait és a névjogokat eladja a németországi ESCOM-nak, amely cég még egy évig ellátja a terméktámogatást.
- Szeptember: a PC-DOS 6.3-as verziójának megjelenése.

## 1995
- A Windows 95, merőben új kialakításával és az agresszív reklámkampányával milliók számítógépére kerül fel, mint operációs rendszer.
- Március: megjelenik a Linux Kernel 1.2.0 (Linux 95)
- Március 27: a 120 MHz-es Pentium processzor premierje.
- Május 23: a Sun Microsystems bemutatja a nagyközönségnek saját programozási nyelvét, a JAVA fejlesztői környezetet.
- Szeptember 1: a Sony piacra dobja PlayStation nevű játékkonzolját, melyből százmilliót adtak el világszerte.
- Október 3: a Be Inc. piacra dobja BeBox nevű számítógépét, melyben két PowerPC 603-as processzor található, az operációs rendszer pedig a vadonatúj BeOS.
- November 1: a Pentium Pro kiadása.
- November 6: a 3dfx Voodoo nevű 3D gyorsítókártyája mindenki számára elérhető. A kártya népszerűségét két nagyszerű játék, a Quake és a Tomb Raider alapozzák meg.
- December: a Netscape JavaScript alapon kezd el fejleszteni.
- December 28: a CompuServe a német kormány kérésére, letilt közel 200 felhasználót, akik szexuális tartalmakra használják a Usenet hálózatot. Közülük januárra öt kivételével mindet visszaveszik.

## 1996
- Január: a Netscape Navigator 2.0 képes lesz JavaScriptet megjeleníteni.
- Április 17: a Toshiba kiadja "Libretto" nevű laptopját, mely akkoriban a legkisebb, PC-kompatibilis számítógép.
- Június 9: megjelenik a sokkal stabilabb Linux Kernel 2.0
- Július 4: független fejlesztők termékeként megindul az első, kizárólag webes alapú, ingyenes levelezőrendszer, a Hotmail.
- Július 14: az Opera webböngésző első windowsos változata megjelenik.
- Október 6: az Intel eléri a 200 MHz-et új Pentium processzorával.
- December: a többjátékos üzemmódra kihegyezett QuakeWorld megjelenése.

## 1997
- A 3D gyorsítási képességgel rendelkező kártyák elterjedésének kezdete (3DFX Voodoo...stb...) köszönhetően olyan játékoknak, mint a Turok a Quake 2 és a Tomb Raider 2.
- Január 8: piacra kerül a multimédiás alkalmazásokra optimalizált Pentium MMX processzor.
- Május 7: az új generációs Pentium II processzorok bemutatása.
- Május 11: az IBM "Deep Blue" nevű számítógépe legyőzi Garri Kaszparov sakknagymestert. Ez az első eset, amikor a gépi intelligencia győzedelmeskedik az emberi felett.
- Augusztus 6: az anyagilag nehéz helyzetben lévő Apple-től a Microsoft jókora, szavazati joggal nem járó részvénycsomagot vesz. Ennek feltétele, hogy a cég ejtse a Windows külalakja miatti, korábban indult szabadalmi pert.
- Szeptember: az Internet Explorer 4.0 megjelenése.

## 1998
- Január: a Compaq felvásárolja a Digital Equipment Corporation-t 9,6 milliárd dollárért.
- Február: az Intel bemutatja a 333 Mhz-es Pentium II-es processzort, mely 0,25 mikronos technológiával készült. Ugyanekkor megjelenik a piacon a szűkebb pénztárcájú vásárlók részére szánt Celeron.
- Március: megjelenik a BeOS R3, amely mind PC-re, mind PowerMac-re elérhető.
- Május: az Apple bemutatja az iMac-et, mely beépített monitorral, 24×-es CD-meghajtóval, kettő USB porttal, modemmel, hangszóróval, és hálókártyával jelenik meg - hajlékonylemezes meghajtó viszont nincs benne. Átlátszó kékes-ezüstös házzal jelent meg, és nagy népszerűségre tett szert.
- Június 25: a Microsoft bemutatja új operációs rendszerét, a Windows 98-at. Ekkor kezdődött a híres antitröszt-per, miszerint a beépített Internet Explorer monopolhelyzetével veszélyezteti a független fejlesztőket. A főbb újítások között elsősorban az USB-támogatás és a 2 GB-nál nagyobb partíciót is kezelni engedő FAT32 kapott hangsúlyt, habár mindkettő megtalálható volt részben vagy egészében az 1997-ben megjelent Windows 95 OSR2 illetve 2.1 kiadásokban.

## 1999
- Január 25: megjelenik a Linux Kernel 2.2.0. Az operációs rendszer felhasználóinak száma túllépi a tízmilliót, mellyel immár világszerte közkedveltté válik.
- Február 22: az AMD bemutatja K6-III jelű processzorát.
- Augusztus 31: az Apple piacra dobja a PowerMac G4-et. Technikailag ez az első számítógép, amely képes egymilliárd lebegőpontos utasítás teljesítésére másodpercenként.
- November 29: az AMD piacra dobja első Athlon nevű processzorát, mely 750 MHz-es órajellel üzemel.
- December 2: megjelenik a Quake III Arena, a PC-s világban ez és az Unreal Tournament lesznek azok a játékok, melyek kifejezetten többjátékos üzemmódra lettek kihegyezve.

## Fordítás
- Ez a szócikk részben vagy egészben a Timeline of computing 1990–1999 című angol Wikipédia-szócikk ezen változatának fordításán alapul.  Az eredeti cikk szerkesztőit annak laptörténete sorolja fel. Ez a jelzés csupán a megfogalmazás eredetét és a szerzői jogokat jelzi, nem szolgál a cikkben szereplő információk forrásmegjelöléseként.